# Olympus Force: The Key
Olympus Force: The Key es una película greco-británica de acción y drama de 1988, dirigida por Robert Garofalo y James Fortune, escrita por este último junto a Annie Ample y Vivian Kemble, musicalizada por John Draikis y Gary Stockdale, en la fotografía estuvo John Ward y los protagonistas son Linda Thorson, John Draikas y Joss Ackland, entre otros. El filme fue realizado por Atlantis Pictures, General Entertainment Investments y Omicron World Entertainment.

## Sinopsis
Los dioses del Olimpo contemplan la tierra y determinan pelear contra unos terroristas, los cuales robaron un disquete que tiene un secreto que permitiría destrozar el planeta.